# Blanc-Sablon
Blanc-Sablon (französisch: „weißer Sand“) ist die östlichste Gemeinde (Municipalité) der kanadischen Provinz Québec. 

## Lage
Blanc-Sablon liegt im Süden der Labrador-Halbinsel an der Nordküste der Belle-Isle-Straße. Verwaltungstechnisch gehört die Gemeinde zur MRC Le Golfe-du-Saint-Laurent innerhalb der Verwaltungsregion Côte-Nord. Das kleine Flüsschen Rivière de Blanc-Sablon mündet in dem Ort ins Meer.

## Verkehr
Von Blanc-Sablon existiert eine Fährverbindung nach St. Barbe (bei schlechten Wetterbedingungen alternativ nach Corner Brook) auf Neufundland. Außerdem ist der Ort Endpunkt der von der Fracht- und Passagierfähre Bella Desgagnés bedienten Fährverbindung von Rimouski am Sankt-Lorenz-Strom. Die Route 138 (Québec) führt von Blanc-Sablon knapp 70 km nach Westen bis zu dem Fischerort Vieux-Fort, das zur Gemeinde Bonne-Espérance gehört. In östlicher Richtung findet die Straße jenseits der Provinzgrenze zu Neufundland und Labrador durch den Trans-Labrador Highway (Route 510) ihre Fortsetzung. Außerdem befindet sich in Blanc-Sablon der einzige Flugplatz (IATA: YBX) im Umkreis.

## Allgemeines
Blanc-Sablon hat ganzjährig die Zonenzeit UTC-4 (Atlantic Time), das heißt, es findet im Frühjahr und Herbst keine Zeitumstellung statt.

## Geschichte
Seit 1990 besitzt Blanc-Sablon den Status einer Gemeinde.

## Einwohner
Beim Zensus im Jahr 2016 hatte die Gemeinde eine Einwohnerzahl von 1.112. Fünf Jahre zuvor waren es noch 1.118. Somit nahm die Bevölkerung in den letzten Jahren geringfügig ab. Etwa ein Fünftel der Bevölkerung sind Métis.